# Przyszów
Przyszów – wieś w Polsce położona w województwie podkarpackim, w powiecie stalowowolskim, w gminie Bojanów.
Dawniej były to dwie wsie Przyszów Szlachecki (część zachodnia) i Przyszów Kameralny lub Królewski (część wschodnia). Obie wsie leżały na przeciwnym brzegu rzeki Ruda-Łęg. Wieś jest nadal podzielona, choć teraz na dwa sołectwa: Przyszów I i Przyszów III. Do końca 2017 roku częścią Przyszowa były także Burdze, Kołodzieje i Ruda, od 2018 samodzielne wsie.

## Historia
Pierwszą wzmiankę o Przyszowie (Kameralnym lub Królewskim) zamieścił Jan Długosz w „Księdze Uposażeń”. Pisał w niej o wsi Przyszów należącej do parafii Charzewice i królewskim zamku z wieżą, ufundowanym przez Kazimierza Wielkiego. Rozwój wsi związany był z zamkiem, który miał charakter dworu myśliwskiego. Jako że bywali tu królowie na polowaniach, zamek musiał mieć zaplecze gospodarcze. W swoim dworze w Przyszowie król Kazimierz Wielki był co najmniej raz 31 sierpnia 1358 r, oraz prawdopodobnie w 1368 i być może również w 1370 roku. W zamku w Przyszowie król Kazimierz Wielki wydał przywilej lokacyjny dla Lwowa. Za czasów ostatnich Jagiellonów, zaczęło rozwijać się osadnictwo przemysłowo-leśne i rolnicze. Gdy starostą sandomierskim był Jan Tarnowski, Przyszów tworzył pokaźny zespół przemysłowo-gospodarczy. W latach 1581–1585 powstała rudnica Przyszowska, istniał też młyn i karczma. Od czasów Zygmunta III Wazy giną ślady pobytu królów na łowach w Przyszowie. Zaniedbany i walący się zamek został rozebrany w XVIII wieku.
Następnie były to dwie wsie: Przyszów Szlachecki (część zachodnia), który powstał później, i Przyszów Kameralny lub Królewski (część wschodnia). Obie wsie leżały na przeciwnym brzegu rzeki Ruda-Łęg. Należały wstępnie do dwóch odrębnych powiatów: Przyszów Szlachecki do Bezirk Tarnobrzeg, a Przyszów Kameralny do Bezirk Nisko. Od 1867 obie wsie znalazły się w powiecie niskim w Galicji, a następnie w powiecie niżańskim w II RP (województwo lwowskie), gdzie ostatecznie zostały połączone.
W latach 1954-1968 Przyszów był siedzibą gromady Przyszów, po jej zniesieniu w gromadzie Stany. W latach 1975–1998 miejscowość administracyjnie należała do województwa tarnobrzeskiego.

## Zabytki
- miejsce po zburzonym zamku królewskim z XIV wieku.